# Hillia macromeris
Hillia macromeris är en måreväxtart som beskrevs av Paul Carpenter Standley. Hillia macromeris ingår i släktet Hillia och familjen måreväxter. Inga underarter finns listade i Catalogue of Life.